# Loganair
 (juillet 2019).
Si vous disposez d'ouvrages ou d'articles de référence ou si vous connaissez des sites web de qualité traitant du thème abordé ici, merci de compléter l'article en donnant les références utiles à sa vérifiabilité et en les liant à la section « Notes et références ».
Loganair est une compagnie aérienne écossaise basée à l'aéroport international de Glasgow. Loganair a exploité des vols réguliers sous franchise Flybe principalement en Écosse. Elle a racheté Scot Airways en 2011.
Loganair a annoncé, en novembre 2016, qu'elle quittait la franchise de Flybe pour devenir indépendante en septembre 2017.

## Histoire

### Débuts
La compagnie Loganair a été créée le 1er février 1962 par Willie Logan de la Logan Construction Company Ltd, opérant pour son compte des vols charters avec un Piper PA-23 Aztec basé à Edimbourg.
En 1967, Loganair a réceptionné trois Britten-Norman Islander, bimoteurs à huit sièges, commencé des vols réguliers entre les îles Orkney et opéré dans les Shetland en 1970. En 1966, après la fermeture de l'aéroport de Renfrew, la compagnie a établi son siège à l'aéroport de Glasgow. Cette partie des opérations de Loganair a cessé le 31 mars 2006 quand le nouveau contrat d'air ambulance a été attribué à Gama Aviation.
Entre 1968 et 1983, la compagnie appartenait à la Royal Bank of Scotland. Jusqu'à la fin de cette période, Loganair a acheté des appareils Short 360 et Fokker F27 Friendship. La compagnie amena des avions à réaction dans sa flotte avec deux British Aerospace 146s. En décembre 1983, Loganair devint une filiale du Airlines of Britain Group. D'autres avions furent ajoutés à la flotte : British Aerospace Jetstream 31, British Aerospace Jetstream 41, et British Aerospace ATP. Dans la fin des années 1980 Loganair fut la compagnie avec la croissance la plus rapide à l'aéroport de Manchester, et, en termes de vols, la seconde compagnie de ce même aéroport.
En 1993, la compagnie devint une franchise de British Airways, opérant ses Islanders sous la livrée British Airways jusqu'en juillet 2008 lorsqu'elle devint la nouvelle franchise de Flybe.
Après une restructuration du British Midland Group en 1994, les routes de Loganair en dehors de l’Écosse et l'avion utilisé pour les opérer ont été transférés à Manx Airlines. Cette consolidation des services a mené à la formation d'une nouvelle compagnie : British Regional Airline (BRA Ltd.). En 1997, avec Loganair désormais composée de 6 avions (un de Haviland Canada DHC-6 Twin Otter et cinq Britten Norman Islanders) et de 44 salariés, la compagnie fut rachetée par la direction.

### Activités en tant que franchise de Flybe et développements
Jusqu’en octobre 2008 Loganair est une franchise de British Airways, opérant des vols en utilisant des codes de vols BA.
Les activités inter-îles de Loganair entre les îles Orkney et Shetlands effectuées en Britten-Norman Islanders sont supprimées de la franchise en 2004.
Les vols sont depuis opérés en marque propre. Loganair devient une franchise de Flybe, opérant sous ses couleurs. Les vols sont également effectués sous un partage de codes avec British Airways, connectant les vols d'Ecosse avec Londres. La franchise est critiquée par les résidents des îles écossaises pour les tarifs jugés trop élevés.
Le 8 juillet 2011 Loganair annonce l’achat de ScotAirways, basée à Cambridge. ScotAirways continue à opérer comme une entité séparée (utilisant son nom original de Suckling Airways) et détenant ses propres licences jusqu’en avril 2013.
Les services pour Belfast et Birmingham depuis Dundee se terminent le 2 décembre 2012. Après que CityJet a cessé ses services entre Dundee et Londres City en janvier 2014, Loganair récupère la route depuis Dundee à Londres Stansted en tant que délégation de service public.
En mai 2015, deux Viking Air DHC 6-400 Twin Otter sont achetés par l'aéroport des Highlands et Islands pour être utilisés par Loganair sur la route Glasgow - Campbeltown et Tiree - Barra sur une obligation de service public. En août 2015 la compagnie rejoint un nouveau groupe régional Airline Investments Limited (AIL), avec la compagnie BMI Regional, basée au Est Midlands.
Le 21 novembre 2016, Flybe et Loganair annoncent que leur engagement en franchise se terminera le 31 août 2017. Malgré les communiqués, il n'est pas clair laquelle des deux compagnies a initié la séparation. Loganair relance donc son propre site Web sans renouveler ses accords avec Flybe ou Aer Lingus.
En avril 2017, en attendant la fin de l'accord de franchise Flybe, Loganair dévoile sa nouvelle livrée indépendante sur le Saab 340B Freighter G-LGNN.
À partir du 1er septembre, la compagnie commence à opérer pour son propre compte pour la première fois en 24 ans. Loganair signe un accord de partage de codes avec Britsh Airways (BA), effectif au 1er septembre 2017 (coïncidant avec le nouveau lancement), permettant aux passagers de réserver à travers le réseau global BA.
En février 2019, suivant la cessation d'activité de Flybmi, Loganair annonce la reprise de ses routes entre Aberdeen et Bristol, Oslo et Esbjerg, Newcastle et Stavanger, Newcastle et Bruxelles, et City of Derry et Londres Stansted.

## Livrées

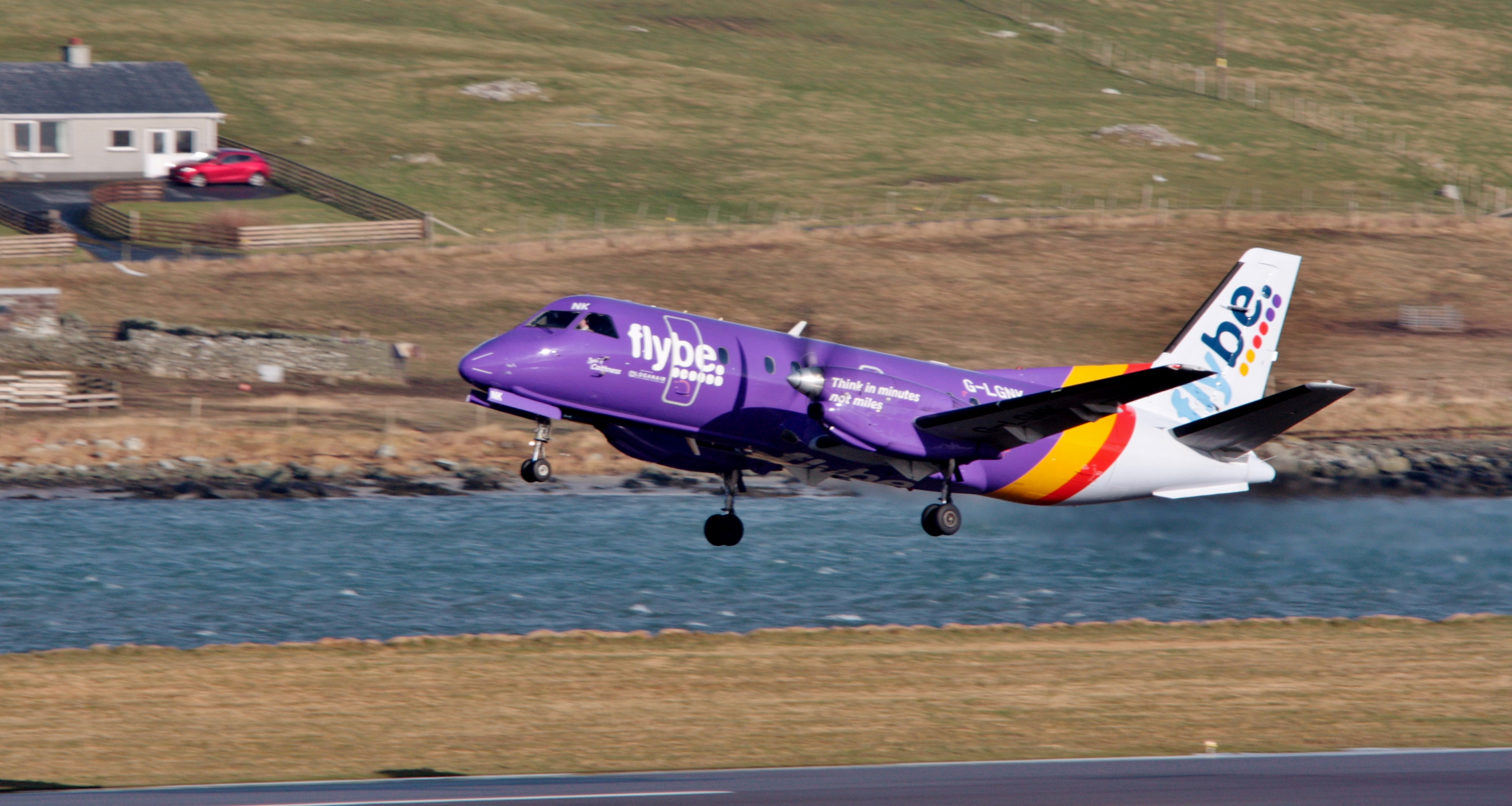
Livrée 2017 Le Saab 340 G-LGNK "Spirit of Caithness"  à l'atterrissage à Sumburgh (Îles Shetland).
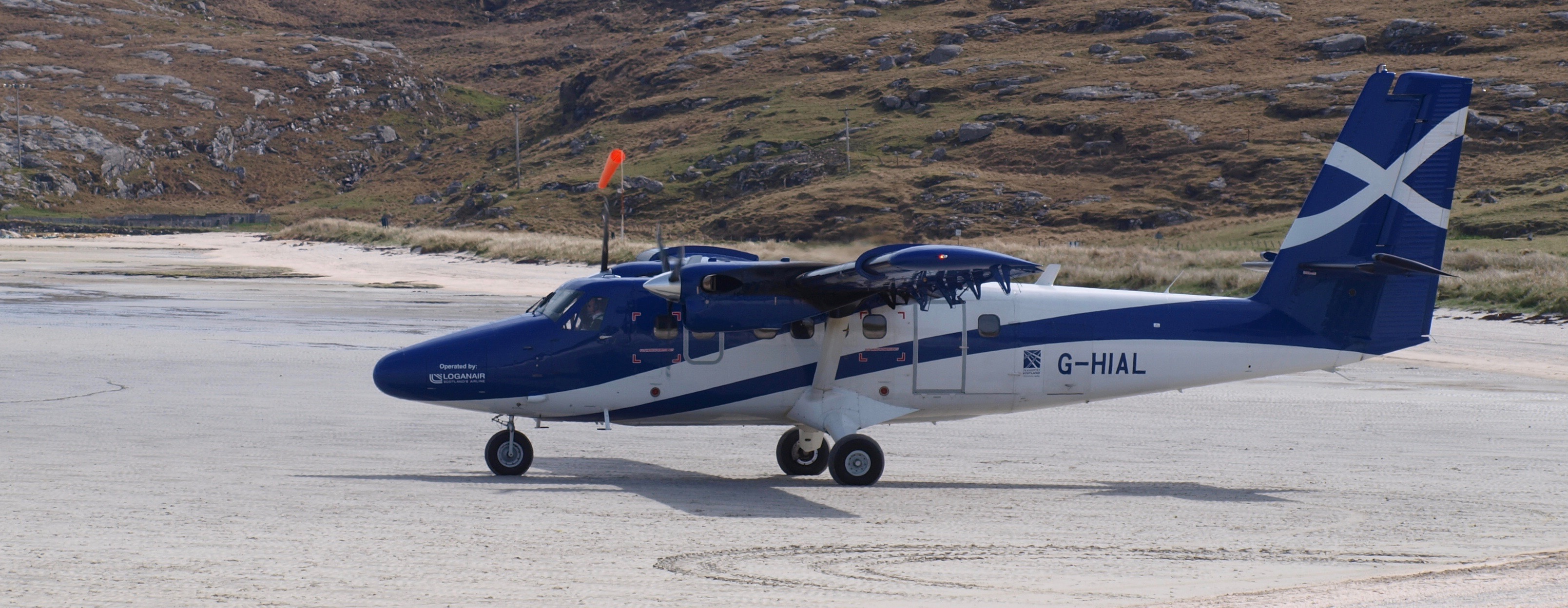
Livrée particulière deux DHC-6 Twin Otter dont le G-HIAL au décollage à Barra (Hébrides extérieures - piste sur plage).
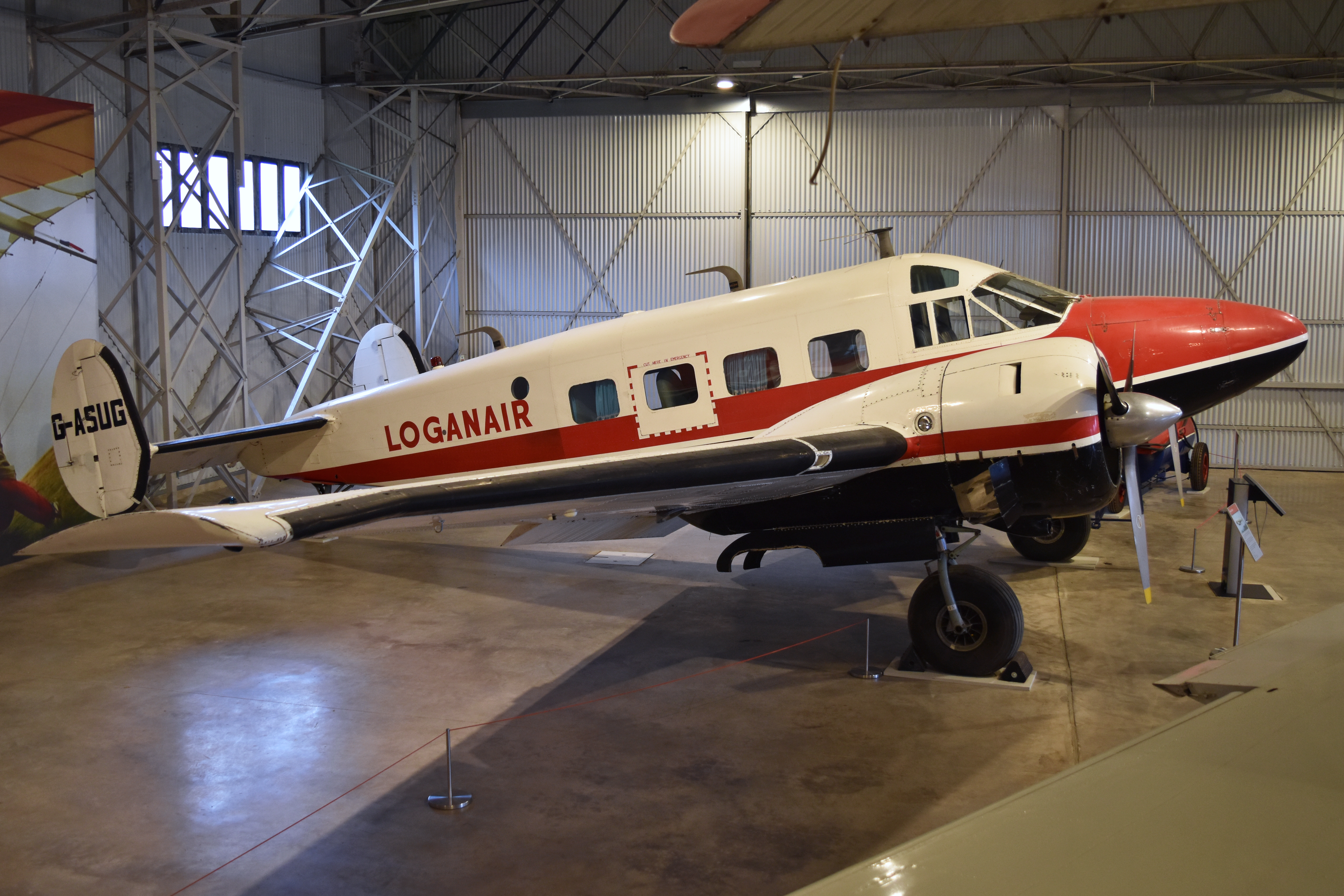
Livrée 1968 Beech E.18S-9700 G-ASUG. Actuellement exposé au Musée de l'Air d'East Fortune Airfield East Lothian (Écosse).
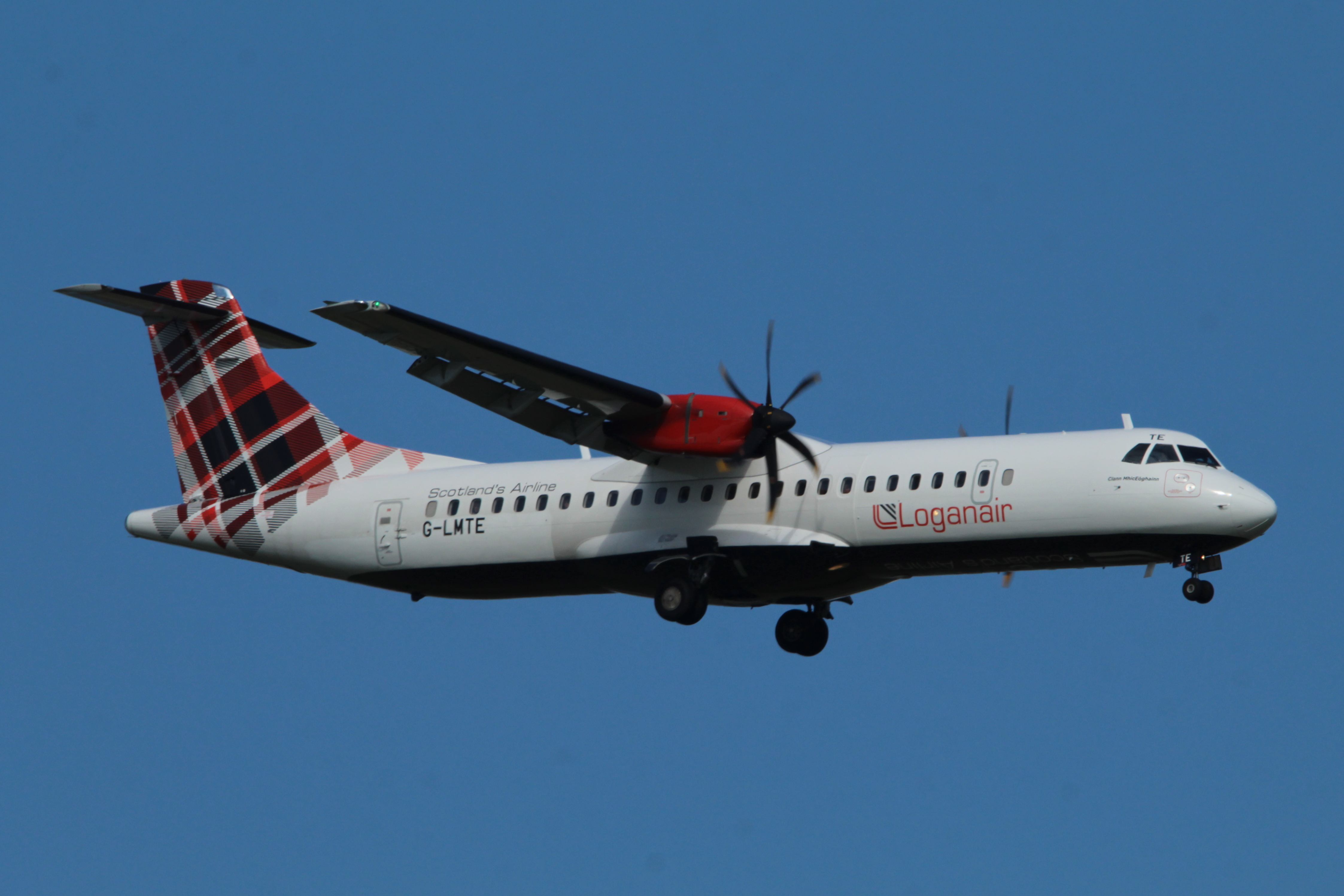
Livrée 2022 L'ATR 72-600 G-LMTE "Clann MhicEòghainn" en approche finale à Newquay (Cornouailles).
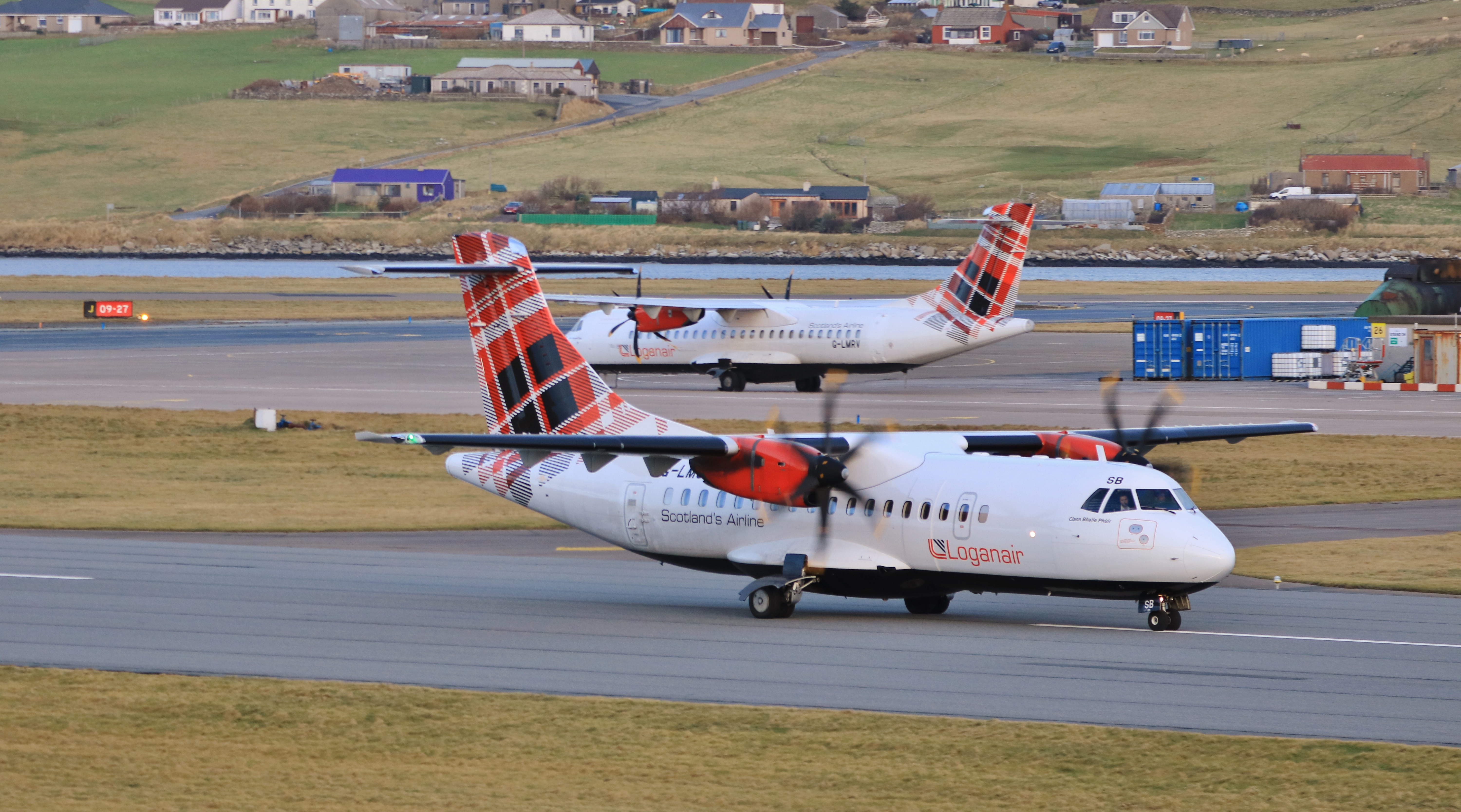
ATR 72-500 (second plan) et ATR 42-600 (premier plan) de Loganair, en décembre 2023 sur le tarmac de l'aéroport de Sumburgh.

## Destinations
En juin 2022, Loganair dessert 40 destinations au Royaume-Uni, dans les Iles Anglo-normandes, en Irlande et en Norvège, dont la liaison commerciale régulière la plus courte du monde entre l'aérodrome de Westray et l'aérodrome de Papa Westray pour une distance de 1.7 miles.
Loganair vole également à destination de l'aérodrome de Barra, le seul au monde à utiliser une plage comme piste d'atterrissage.
| Pays        | Destination         | IATA | ICAO | Aéroport/Aérodrome                  |
| ----------- | ------------------- | ---- | ---- | ----------------------------------- |
| Danemark    | Esbjerg             | EBJ  | EKEB | Aéroport d'Esbjerg                  |
| Île de Man  | Île de Man          | IOM  | EGNS | Aéroport du Ronaldsway              |
| Norvège     | Bergen              | BGO  | ENBR | Aéroport de Bergen                  |
| Norvège     | Oslo                | OSL  | ENGM | Aéroport d'Oslo-Gardermoen          |
| Norvège     | Stavanger           | SVG  | ENZV | Aéroport de Stavanger,              |
| Irlande     | Dublin              | DUB  | EIDW | Aéroport international de Dublin    |
| Royaume-Uni | Aberdeen            | ABZ  | EGPD | Aéroport d'Aberdeen                 |
| Royaume-Uni | Barra               | BRR  | EGPR | Aérodrome de Barra                  |
| Royaume-Uni | Benbecula           | BEB  | EGPL | Aérodrome de Benbecula              |
| Royaume-Uni | Belfast             | BHD  | EGAC | Aéroport de Belfast-George Best     |
| Royaume-Uni | Birmingham          | BHX  | EGBB | Aéroport de Birmingham              |
| Royaume-Uni | Bristol             | BRS  | EGGD | Aéroport de Bristol                 |
| Royaume-Uni | Campbeltown         | CAL  | EGEC | Aérodrome de Campbeltown            |
| Royaume-Uni | Cardiff             | CWL  | EGFF | Aéroport international de Cardiff   |
| Royaume-Uni | Darlington/Durham   | MME  | EGNV | Aéroport de Durham Tees Valley      |
| Royaume-Uni | Derry               | LDY  | EGAE | Aéroport de Derry                   |
| Royaume-Uni | Dundee              | DND  | EGPN | Aéroport de Dundee                  |
| Royaume-Uni | Eday                | EOI  | EGED | Aérodrome d'Eday                    |
| Royaume-Uni | Édimbourg           | EDI  | EGPH | Aéroport d'Édimbourg                |
| Royaume-Uni | Exeter              | EXT  | EGTE | Aéroport international d'Exeter     |
| Royaume-Uni | Fair Isle           | FIE  | EGEF | Aérodrome de Fair Isle              |
| Royaume-Uni | Glasgow             | GLA  | EGPF | Aéroport international de Glasgow   |
| Royaume-Uni | Inverness           | INV  | EGPE | Aéroport d'Inverness                |
| Royaume-Uni | Islay               | ILY  | EGPI | Aérodrome d'Islay                   |
| Royaume-Uni | Kirkwall            | KOI  | EGPA | Aéroport de Kirkwall                |
| Royaume-Uni | Liverpool           | LPL  | EGGP | Aéroport John-Lennon de Liverpool   |
| Royaume-Uni | Londres             | LCY  | EGLC | Aéroport de Londres-City            |
| Royaume-Uni | Londres             | LHR  | EGLL | Aéroport de Londres-Heathrow        |
| Royaume-Uni | Londres             | STN  | EGSS | Aéroport de Londres-Stansted        |
| Royaume-Uni | Manchester          | MAN  | EGCC | Aéroport de Manchester              |
| Royaume-Uni | Newcastle upon Tyne | NCL  | EGNT | Aéroport international de Newcastle |
| Royaume-Uni | Newquay             | NQY  | EGHQ | Aéroport de Newquay Cornouailles    |
| Royaume-Uni | North Ronaldsay     | NRL  | EGEN | Aérodrome de North Ronaldsay        |
| Royaume-Uni | Norwich             | NWI  | EGSH | Aéroport international de Norwich   |
| Royaume-Uni | Papa Westray        | PPW  | EGEP | Aérodrome de Papa Westray           |
| Royaume-Uni | Sanday              | NDY  | EGES | Aérodrome de Sanday                 |
| Royaume-Uni | Southampton         | SOU  | EGHI | Aéroport de Southampton             |
| Royaume-Uni | Stornoway           | SYY  | EGPO | Aérodrome de Stornoway              |
| Royaume-Uni | Stronsay            | SOY  | EGER | Aérodrome de Stronsay               |
| Royaume-Uni | Sumburgh            | LSI  | EGPB | Aéroport de Sumburgh                |
| Royaume-Uni | Tiree               | TRE  | EGPU | Aérodrome de Tiree                  |
| Royaume-Uni | Westray             | WRY  | EGEW | Aérodrome de Westray                |

### Accords de partage de codes
Loganair a des accords de partage de codes avec les compagnies aériennes suivantes (mai 2019) :
- British Airways
- Widerøe

## Flotte
La flotte de Loganair est composée, au mois de novembre 2022, des appareils figurant dans le tableau ci-dessous .
Outre les 37 appareils en service listés ci-dessous, deux sont immobilisés (un ATR 42 et un Embraer ERJ 145), ce qui, en novembre 2022, porte le nombre d'appareils en flotte à 39.

### Développement de la flotte
Loganair annonce sur son site internet son intention de retirer les Saab 340 encore en service pour 2023. La compagnie indique remplacer ses appareils par huit nouveaux ATR. Le dernier des 19 perçu effectue son dernier vol le 25 janvier 2024.
Elle indique que ce remplacement s'inscrit dans une démarche environnementale, les turbopropulseurs ATR de nouvelle génération lui permettant, selon ses affirmations, de réduire de 27% ses émissions carbone sur les itinéraires concernés.

## Accidents et incidents
En 1996, un Britten-Norman Islander est détruit dans les Shetland. L'accident se déroule durant la nuit, sur un vol retour d'une évacuation médicale. L'avion s’écrase à côté de la piste lors d'une tentative d'atterrissage après avoir déjà fait une tentative avec des vents de travers. Le pilote avait dépassé son quota de vol journalier. Le certificat médical du pilote était expiré depuis 19 jours lors du crash. Le pilote succombe au crash, un passager, médecin, subit de graves blessures, une infirmière assise à l'arrière de l'appareil souffrit de légères blessures.
Le 27 février 2001, le vol Loganair 670A , exploité en Short360 immatriculé G-BNMT pour le compte de la Royal Mail ayant pour destination Belfast s'écrase dans le fleuve Firth of Forth peu de temps après le décollage d'Edimbourg à 17h30 GMT. Les deux membres d'équipage sont tués, il n'y a aucun passager à bord. Une enquête du AAIB incrimine une formation de neige dans les moteurs, due à une mauvaise protection de ceux-ci alors qu'il neigeait abondamment à Edimbourg.
Le 15 mars 2005, un Britten-Norman Islander s'écrase dans la mer alors qu'il entame sa descente vers l'aéroport de Campbelton dans l'ouest de l’Écosse. L'avion effectue alors un vol médical. Les deux occupants, le pilote et l'ambulancier succombent au crash.